# Virginiawachtel

Verbreitungskarte

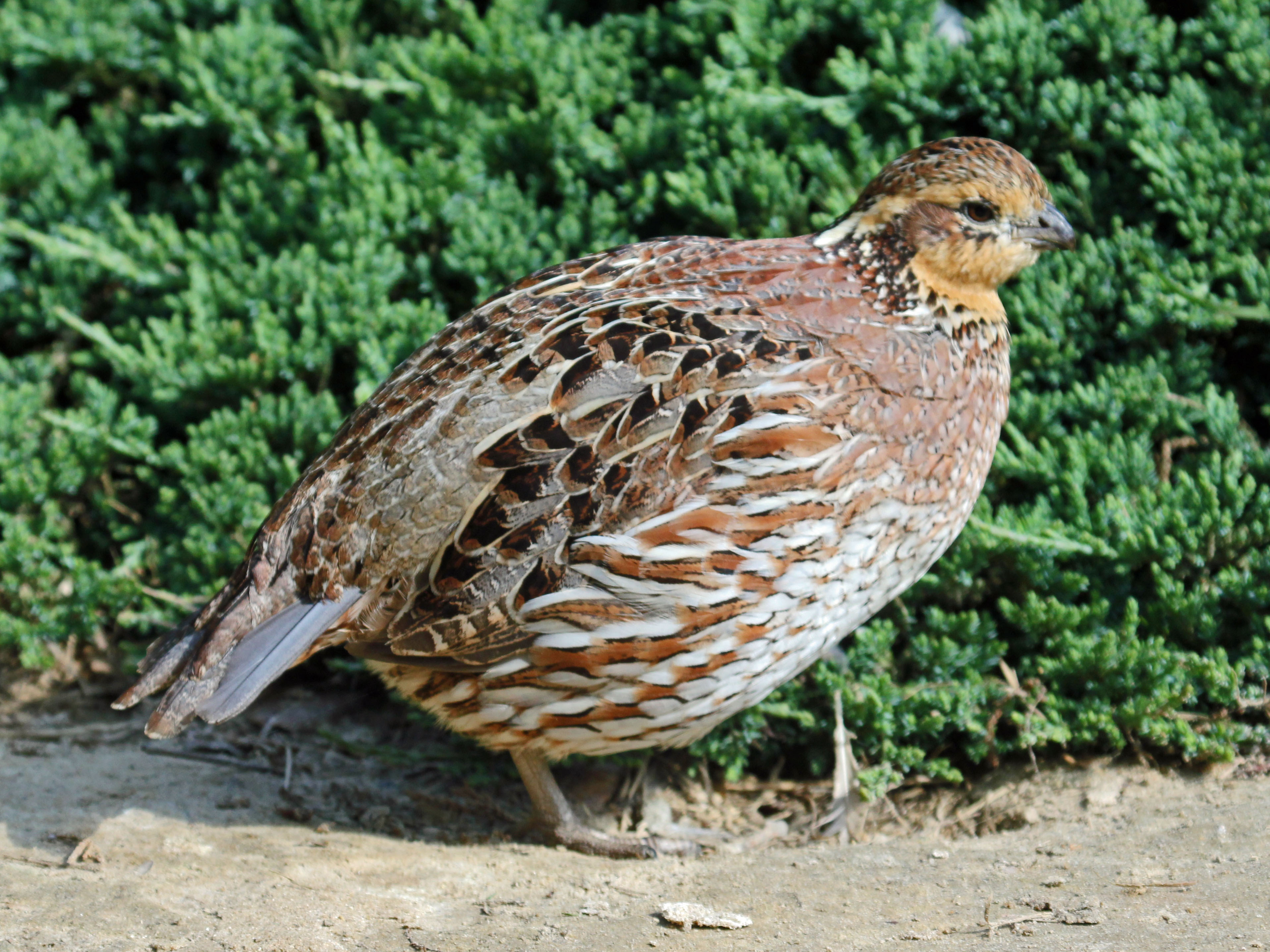
Weibchen der Virginiawachtel (Colinus virginianus)

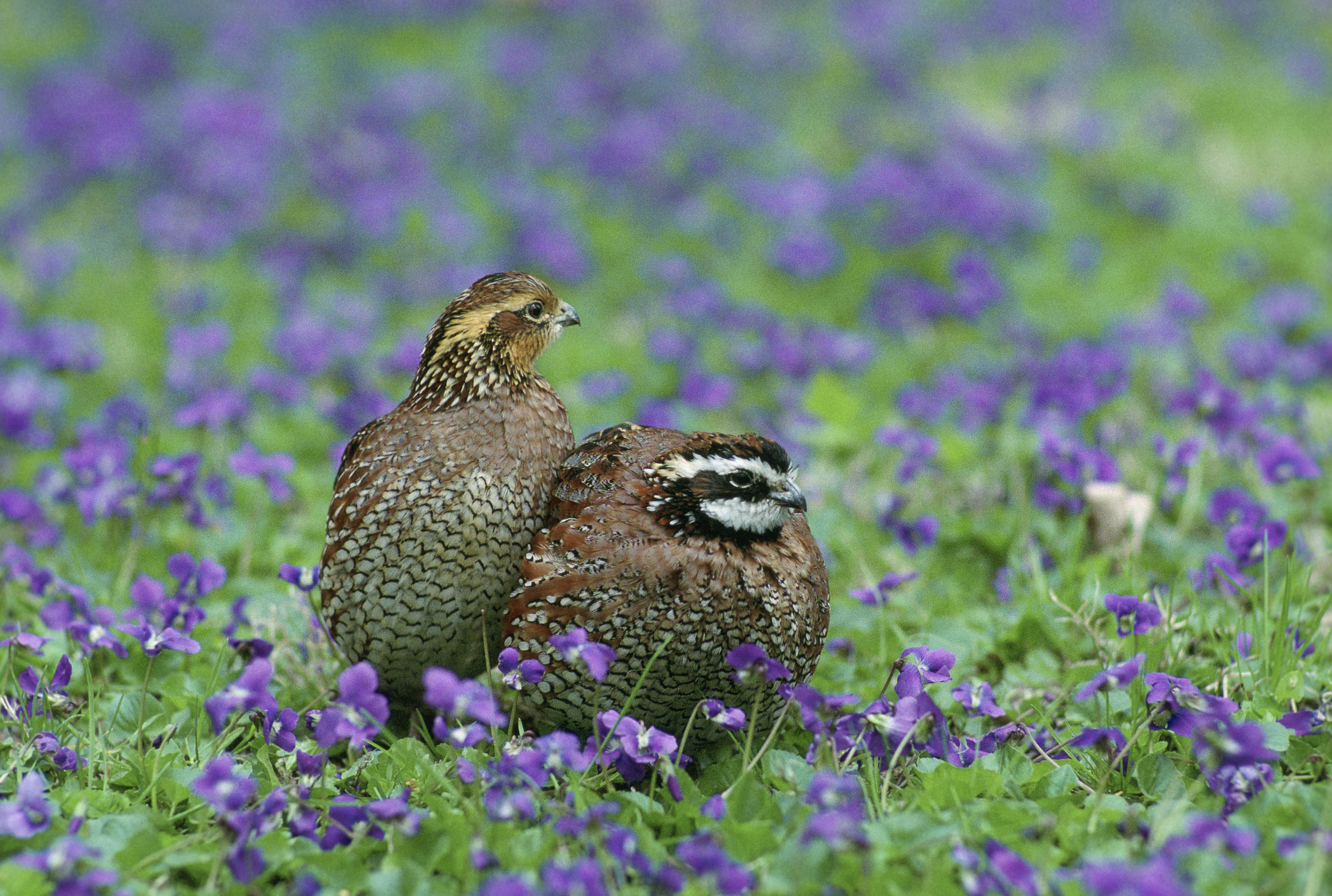
Weibchen und Männchen der Virginiawachtel in freier Wildbahn

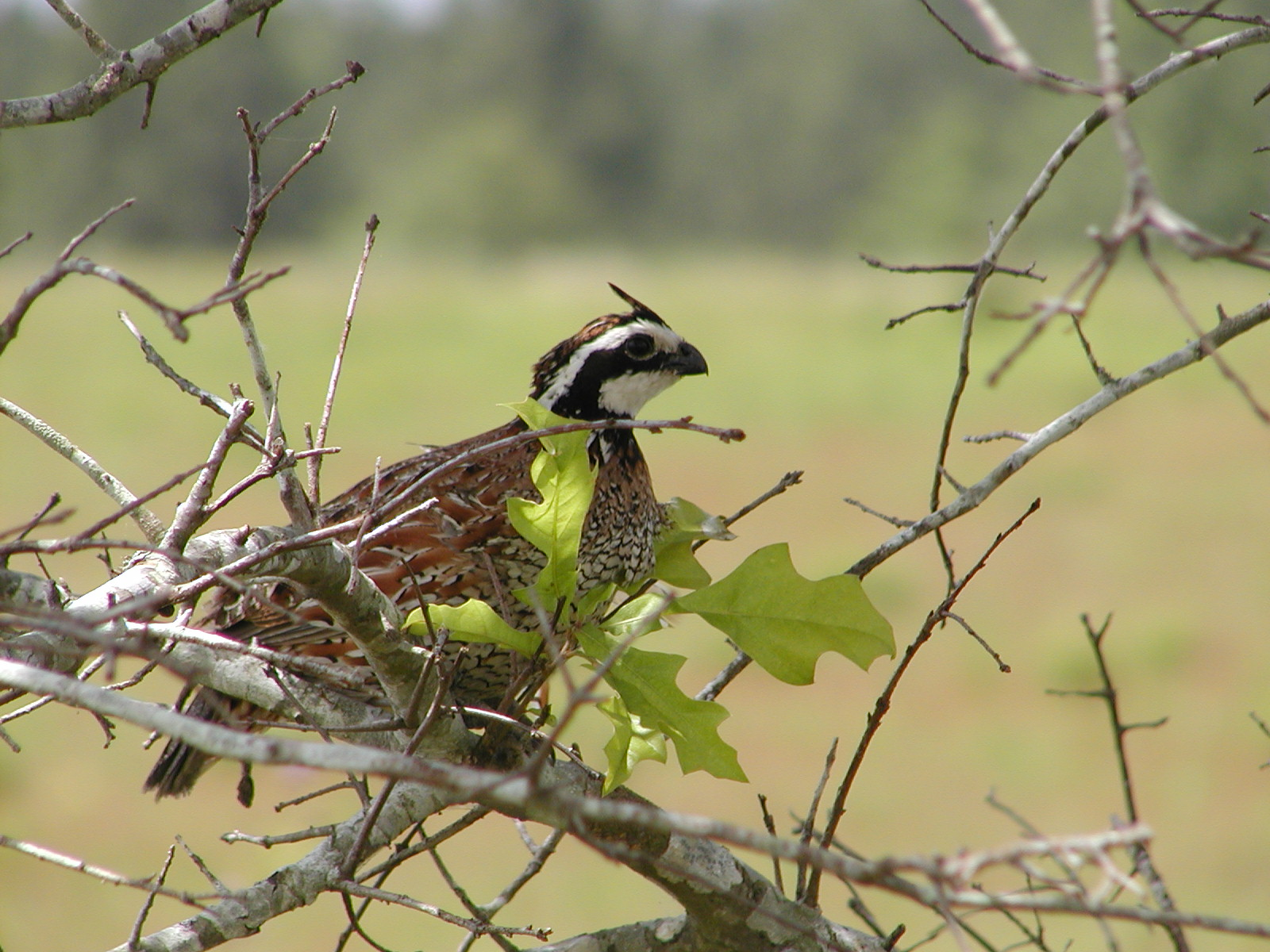
Aufgebaumtes Virginiawachtelmännchen

Die Virginiawachtel (Colinus virginianus), seltener auch Virginia-Baumwachtel genannt, ist ein in Amerika heimischer Hühnervogel aus der Familie der Zahnwachteln. Sie gilt als die am weitesten verbreitete und bekannteste Vertreterin ihrer Familie und weist zahlreiche Unterarten auf.

## Merkmale
Die 24–27 cm lange Virginiawachtel wird bei einer Flügelspannweite von 36–41 cm zwischen 140 und 200 g schwer. Der Vogel trägt ein braun gesprenkeltes Gefieder mit hellerer Unterseite, wobei beim Männchen die Musterung kräftiger ausfällt als beim Weibchen. Weiterhin unterscheiden sich die Geschlechter beim Überaugenstreif und beim Kehlfleck, welche beim Männchen weiß, beim Weibchen aber beigefarben sind.
Die Nestlinge sind auf der Körperunterseite gräulich beige Buden. Die Kopfseiten sind gelblich beige, die Stirn dagegen gelblich rostfarben. Sie haben eine Kappe auf dem Scheitel, die sich bis zum Nacken hinzieht und kastanienrot ist. Ein schwärzlicher Streif verläuft vom Auge zum Nacken. Auf der Körperoberseite befindet sich ein breiter, kastanienroter Mittelstreifen. Die Flanken sind rotbraun mit schwärzlichen und beigen Sprenkeln. Der Schnabel, die Läufe und die Zehen sind bräunlich rosa.
Die Virginiawachtel kann in ihrem natürlichen Verbreitungsgebiet mit keiner anderen Art verwechselt werden. Die Montezumawachtel weist oberflächlich einige Ähnlichkeiten auf. Ihr Verbreitungsgebiet überschneidet sich mit dem der Virginiawachtel jedoch nur im Süden von Texas.

## Vorkommen und Bestände
Die Virginiawachtel kommt vom südlichen Kanada bis zum Golf von Mexiko zwischen Atlantikküste und Rocky Mountains natürlich vor. Weiter westlich (in Kalifornien, Oregon und Washington) wurde sie zu Jagdzwecken ausgesetzt. Obwohl die Virginiawachtel in Teilen ihres Verbreitungsgebietes noch häufig ist, ist ihr Bestand in den Vereinigten Staaten insgesamt auffällig zurückgegangen und fehlt in Teilen ihres früheren Verbreitungsgebietes vollständig. Als Ursachen des Bestandsrückgangs gelten Habitatvernichtung und die Ausbreitung der in den USA eingeschleppten Roten Feuerameise.
Die Virginiawachtel lebt in buschreichen Wiesen und lichten Wäldern. Sie brütet an Waldrändern. In landwirtschaftlich genutzten Regionen nutzt sie Hecken und Gebüsche für die Nestanlage.
In Europa gab es Einbürgerungsversuche z. B. in Frankreich, Italien, Irland, Großbritannien, Deutschland, Kroatien, Spanien, Slowenien und Schweden.  Nur in Nordwestitalien und möglicherweise in Kroatien und Frankreich gibt es aktuell sich selbst erhaltende Bestände.

## Verhalten
Die Virginiawachtel lebt außerhalb der Brutzeit in Gruppen von 5 bis 30 Tieren. In der Nacht liegen sie kreisförmig in einer Erdmulde, mit den Köpfen nach außen, um sich gegenseitig zu wärmen und Fressfeinde aus jeder Richtung rasch zu erkennen. Bei Gefahr fliegen sie in alle Himmelsrichtungen auseinander. In sicheren Situationen bevorzugt die Virginiawachtel allerdings einen typischen Vogelgang, der sogar in ein Rennen ausschlagen kann.
Virginiawachteln fressen Pflanzensamen und -beeren sowie kleine Wirbellose wie beispielsweise Schnecken, Grashüpfer und Kartoffelkäfer. Zur pflanzlichen Nahrung gehören auch verschiedene landwirtschaftlich angebaute Getreidesamen. Ihre Nahrung suchen sie bevorzugt auf offenem Gelände, das einige Stellen mit höherer Vegetation aufweist.

## Fortpflanzung
Die Brutperiode beginnt im Süden Nordamerikas ab Mitte März, in nördlicheren Regionen dagegen bis Ende Mai. Virginiawachteln können zwei Bruten pro Jahr großziehen.
Die Gruppen, die sich außerhalb der Brutzeit gebildet haben, lösen sich zum Beginn der Brutperiode wieder auf. Das Männchen errichtet ein Balzterritorium und ruft von erhöhter Stelle laut und klangvoll den Paarungsruf („bob-weit“, daher auch der englische Name bobwhite). Sich ihm nähernde Weibchen umwirbt das Männchen durch Vor-ihnen-auf- und abgehen, wobei es seine Flügel spreizt und sich immer wieder verbeugt.
Das Nest ist eine flache mit Pflanzenteilen ausgelegte Mulde. Am Nestbau sind beide Elternvögel beteiligt.
Das Weibchen legt ein Gelege, das 12–16 weiße Eier umfasst, die 30 mm lang und 24 mm dick sind. Die Ablage erfolgt jeweils im Tagesabstand. Nach etwa 23 Tagen Brutzeit schlüpfen die Küken. Sie werden von beiden Elternvögeln gehudert und geführt. Häufig, möglicherweise sogar in der Regel, übernimmt das Männchen die Führung der Jungvögel, während das Weibchen mit einer zweiten Brut beginnt. Nestlinge der Virginiawachteln haben sehr schnell wachsende Schwungfedern, sie können bereits mit einem Lebensalter von zwei Wochen fliegen. Die Konturfedern wachsen dagegen erst zwischen der vierten und achten Wochen. Ausgewachsen sind die Jungvögel in einem Lebensalter von zwei Monaten.

## Unterarten

Tafel 76 der Birds of America von John James Audubon, die Virginiawachteln darstellt

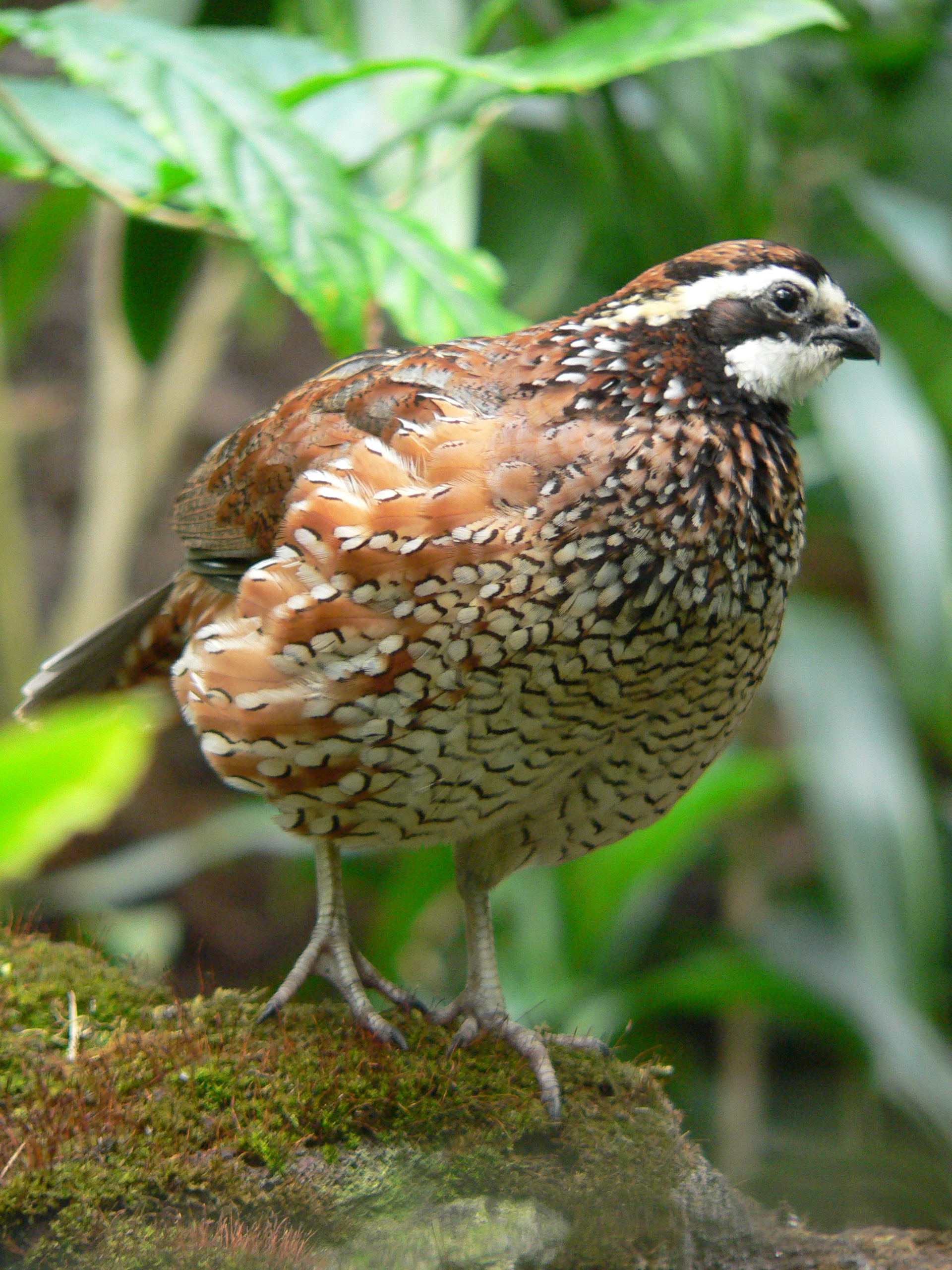
Männchen

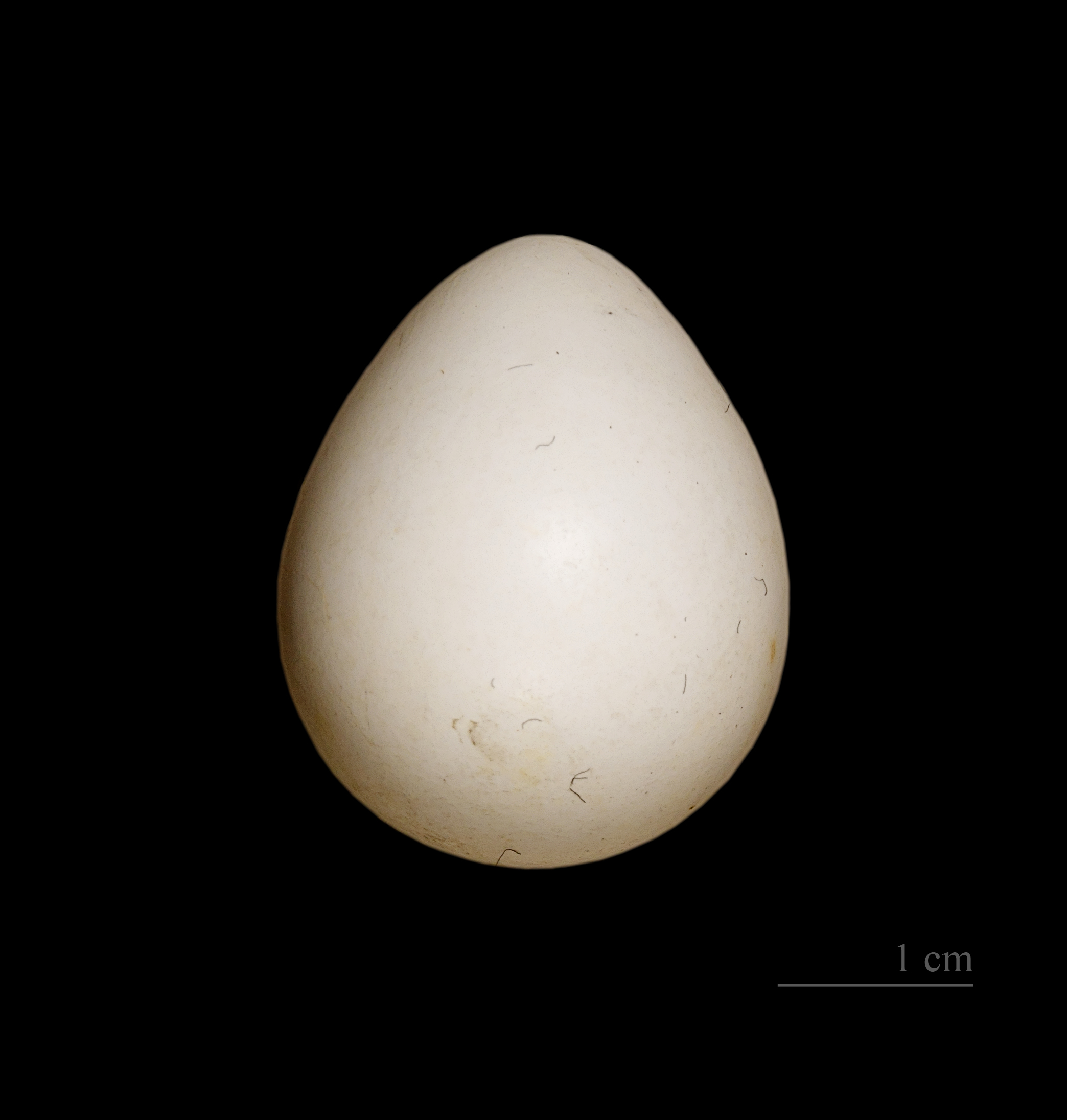
Colinus virginianus, Ei

Es werden 21 Unterarten anerkannt, die in vier Gruppen aufgeteilt werden. Eine Unterart ist mittlerweile ausgestorben.
- Östliche Gruppe
  - C. v. aridus (Lawrence, 1853)
  - C. v. cubanensis (G. R. Gray, 1846)
  - C. v. floridanus (Coues, 1872), sogenannte Florida-Virginiawachtel, Verbreitungsgebiet sind große Teile von Florida
  - C. v. insulanus (Howe, 1904) – Key West-Virginiawachtel – Florida Keys†
  - C. v. maculatus (Nelson, 1899)
  - C. v. marilandicus (Linnaeus, 1758)
  - C. v. mexicanus (Linnaeus, 1766)
  - C. v. taylori (Lincoln, 1915) – plains bobwhite – South Dakota bis in den Norden Texas, westliches Missouri und nordwestliches  Arkansas
  - C. v. texanus (Lawrence, 1853) – Texas-Virginiawachtel – verbreitet vom Südwesten Texas bis in den Norden Mexikos
  - C. v. virginianus (Linnaeus, 1758) – Nominatform
- Grayson-Gruppe
  - C. v. graysoni (Lawrence, 1867)
  - C. v. nigripectus (Nelson, 2015)
- Schwarzbrüstige Gruppe
  - C. v. godmani (Nelson, 1897)
  - C. v. minor (Nelson, 1901)
  - C. v. pectoralis (Gould, 1883)
  - C. v. thayeri (Bangs & Peters, 1928) – Nordosten Oaxacas
- Maskierte Gruppe
  - C. v. atriceps (Ogilvie-Grant, 1893)
  - C. v. coyolcos (Statius Müller, 1776)
  - C. v. harrisoni (Orr & Webster, 1968)
  - C. v. insignis (Nelson, 1897)
  - C. v. ridgwayi (Brewster, 1885)
  - C. v. salvini (Nelson, 1897)

## Virginiawachtel und Mensch
Die Virginiawachtel zählt zu den wichtigsten Federwildarten Nordamerikas. Wegen der Bedeutung der Jagd auf sie erhielt sie im US-Bundesstaat Tennessee sogar den Titel „official game bird“ (offizielles Federwild).
Deswegen wurde die Virginiawachtel außerdem als Federwild in mehreren Weltregionen angesiedelt. Eingeführt wurde sie unter anderem im Nordwesten Nordamerikas, das nicht zu ihrem natürlichen Verbreitungsgebiet gehört, auf den Bahamas, auf verschiedenen Inseln der Karibik sowie in Neuseeland. Einbürgerungsversuche gab es außerdem auf den Britischen Inseln sowie in Mittel- und Südeuropa.
Die Virginiawachtel ist ebenfalls ein sehr beliebter Ziervogel, weswegen es bei der Virginiawachtel z. B. weiße, rotbraune oder isabellfarbene Tiere gibt. Die Wachteln können paarweise gehalten werden, es empfiehlt sich jedoch einen Hahn mit mehreren Hennen, nicht aber mit anderen Hähnen, zu halten. Eine Vergesellschaftung mit baumbewohnenden Vögel, wie Sittichen oder Tauben, ist möglich, jedoch nicht mit anderen bodenbewohnenden Vogelarten. Virginiawachteln sollten am besten in dicht bepflanzten Außenvoliere mit einem gut geschützten Schlag gehalten werden.

## Einzelbelege
1. ↑  Colin Harrison und Peter Castell: Jungvögel, Eier und Nester der Vögel Europas, Nordafrikas und des Mittleren Ostens.
2. ↑  Jonathan Alderfer (Hrsg.): Complete Birds of North America. S. 56
3. ↑  Jonathan Alderfer (Hrsg.): Complete Birds of North America. S. 56
4. ↑  Michael Blair, Ward J.M. Hagemeijer: The EBCC Atlas of European Breeding Birds: Their Distribution and Abundance Poyser 1997, S. 216–217
5. ↑  Northern Bobwhite. Wildlife Habitat Council, September 1999, S. 2–3.
6. ↑  Colin Harrison und Peter Castell: Jungvögel, Eier und Nester der Vögel Europas, Nordafrikas und des Mittleren Ostens. S. 107
7. ↑  Esther Verhoef: Ziervögel-Enzyklopädie. Naumann & Göbel, ISBN 3-625-10340-0, S. 66.